# Will Donaldson
William John Donaldson (New York, 21 april 1891 - Los Angeles, 16 december 1954) was een Amerikaanse pianist en songwriter, die ook in de jazz actief was.
Donaldson werkte van 1915 tot 1940 als componist met liedjestekstschrijvers en componisten als Irving Caesar, Rubey Cowan, Clarence Gaskill, William Grant Still, Jo Trent, Ned Wever en Harry White samen. Met George Gershwin (en Jim Lyke) schreef hij in 1916 de piano-noveltysong "Rialto Ripples“. Tot zijn bekendste liedjes behoren "Alcoholic Blues“ (met Albert Von Tilzer en Ruby Cowan), "Come Back To Me (When They Throw You Down)“, "Do Wacka Doo“ (met Gaskill en George Horther), "Everybody's Crazy Over Dixie“ (met Cowan en Bobby Jones), "Gold Digger“ (met Duke Ellington), "I Can't Resist You“ (met Ned Wever), "Oh, Sister! Ain't That Hot“ (opgenomen door Eddie Condon, die tevens mede-componist was), "Rainy Nights“ (met Vincent Lopez en Jo Trent) en "Step on the Blues“ (met Con Conrad en Otto Harbach).  Enkele composities van Donaldson, zoals "Oh Sister Ain’t That Hot“ (met Pete Wendling, piano) werden op pianorollen uitgebracht. Met zanger Jack Parker nam Will Donaldson voor Edison Record in 1928 nummers als "C-O-N-S-T-A-N-T-I-N-O-P-L-E“ en "Mississippi Mud“ op.